# Novooleksandrivka, Mala Vîska
Novooleksandrivka (în ucraineană Новоолександрівка) este un sat în comuna Novohrîhorivka din raionul Mala Vîska, regiunea Kirovohrad, Ucraina.

## Demografie
Componența lingvistică a localității Novooleksandrivka
     Ucraineană (92,22%)
     Rusă (4,44%)
     Română (3,33%)
Conform recensământului din 2001, majoritatea populației localității Novooleksandrivka era vorbitoare de ucraineană (92,22%), existând în minoritate și vorbitori de rusă (4,44%) și română (3,33%).